# Ashton Hagans
Ashton Dewayne Hagans (ur. 8 lipca 1999 w Cartersville) – amerykański koszykarz, występujący na pozycji rozgrywającego, od 2024 zawodnik Portland Trail Blazers oraz zespołu G-League – Rip City Remix.
W 2017 zajął czwarte miejsce w turnieju Adidas Nations. Rok później został wybrany najlepszym zawodnikiem szkół średnich stanu Georgia (Georgia Gatorade Player of the Year, Georgia Mr. Basketball).
13 lutego 2021 opuścił klub Minnesoty Timberwolves. 30 października 2023 został zawodnikiem Rip City Remix. 23 lutego 2024 zawarł umowę z Portland Trail Blazers na występy zarówno w NBA, jak i zespole G-League – Rip City Remix.

## Osiągnięcia
Stan na 10 marca 2024, na podstawie, o ile nie zaznaczono inaczej.
NCAA
- Uczestnik rozgrywek Elite 8 turnieju NCAA (2019)
- Mistrz sezonu regularnego konferencji Southeastern (SEC – 2020)
- Obrońca roku konferencji SEC (2019)[6]
- Zaliczony do I składu defensywnego SEC (2019, 2020_
- Najlepszy pierwszoroczny zawodnik kolejki SEC (24.12.2018, 14.01.2019)
- Lider SEC w:
  - średniej asyst (2020 – 6,4)
  - liczbie asyst (2020 – 191)

Indywidualne
- Uczestnik meczu gwiazd NBA G League Next Up Game (2024)